# Moon Geun-young
Moon Geun-young (문근영), nació el 6 de mayo de 1987 en Gwangju, es una actriz de Corea del Sur de cine y televisión. Comenzó a modelar a los 12 años y apareció en la película documental On the Way (1999) del año siguiente. Llamó la atención a través de su papel como la joven Eun-suh en la popular serie dramática de televisión Autumm Tale (2000). Su gran avance fue como una estrella de la película de terror A Tale of Two Sisters (2003) como Su-Yeong dirigida por Kim Ji-woon. Más tarde, protagonizó exitosas películas como My Little Bride en 2004 y Innocent Steps en 2005.

## Biografía
En 2008, tomó una licencia de un año de la escuela para centrarse en el drama The Painter of the Wind. Antes y después de firmar el contrato, llamó mucha atención sobre si se debe aplicar un permiso de ausencia. Ella llegó a la conclusión de que sería prácticamente imposible realizar las dos cosasa a la vez. Moon Geun-young, ha puesto de manifiesto la firme determinación de cumplir con sus responsabilidades como estudiante, y esta solicitud para un permiso de ausencia se considera también su decisión de mantener su promesa de valorar su educación.
Moon Geun-young se graduó en el Gwangju Gukje High School en febrero de 2006. En marzo de 2006, entró en Sungkyunkwan University en Seúl. Moon Geun-young, se ha dedicado a sus estudios y ha tenido un sólido récord de asistencia desde que entró en esta universidad.  Actualmente está cursando tercer año de literatura coreana en la Sngkyunkwan University.

## Carrera
El 15 de febrero de 2022, se anunció que se había unido a la agencia Cré Company. Previamente por 16 años formó parte de la agencia Namoo Actors desde 2004 hasta septiembre del 2020, después de anunciar que había decidido no renovar su contrato.
Antes de su debut en una serie dramática de televisión, Moon Geun-young filmó varios comerciales y posó para varias revistas. Comenzó a los 12 años, y apareció en el drama documental On The Way, del director de cine Choi Jae Eun en 1999. En 2000, Moon se convirtió en la mayor estrella adolescentes del país con 13 años interpretando a una joven estudiante en un drama de televisión llamado Autumn Tale. Fue un éxito en Corea y se ganó a los espectadores de otras partes de Asia. Ella ganó el premio a la mejor joven actriz en los Premios 2000 de la KBS por su papel en Autumn in My Heart junto a Choi Woo Hyuk.
Después de su éxito inicial, volvió a la pantalla en 2001 como la joven emperatriz Myung-sung (posteriormente interpretado por Lee Mi-yeon) en la popular serie histórica (también conocida como "sageuk" en coreano) The Last Empress. Durante ese año, también hizo un cameo en la serie médica de la SBS, Medical Center.
Su debut en la gran pantalla fue con el papel secundario como la hermana menor de Cha Tae Hyun, Lee Ji-Yoon, en Lover's Concerto(2002).
En 2003 se lanzó como una gran estrella con su papel en la exitosa película de Terror de Kim Ji Woon llamada A Tale of two sister del 2003. Moon Geun-young, desempeña el papel de la hermana menor Su-yeon en la película. Es a la vez la película más taquillera de Corea del horror y la primera que se proyectará en cines de Estados Unidos.
En 2004, Moon Geun-young, desempeñó el papel de Bo-eun Suh en la popular película My Little Bride. [Cita requerida] Fue la segunda película coreana más popular en 2004, detrás de la exitosa Taegukgi. En la película, Suh Bo-eun es una chica normal de secundaria que se preocupa por los grados y se siente atraída por el as de su escuela de béisbol del equipo. Un día, su abuelo le ordena que se case con Sang-min (Kim Rae-won) debido a un pacto con el abuelo de Sang-min, durante la guerra de Corea. Pese a la oposición de los nietos, son obligadas a casarse a causa de la fuerte influencia del abuelo de Bo-eun. Ella finge que no tiene un marido y empieza a salir con Jung-woo. Boeun cree que ella puede manejar tanto a hombres como vivir una doble vida.
Después del lanzamiento de My Little Bride (2004), llegó a ser conocida como "la hermana menor de la nación" (Gukmin Yeo-dong-saeng) por su linda imagen de la hermana menor, además de sus obras de caridad y de actuar.
La Asociación de Anunciantes de Corea votó a Moon Geun-young, como la mejor para vender productos de los anunciantes. Esta asociación, con 200 miembros, adjudicó a Moon y al actor Jo Seung-woo como los ganadores del Premio 2005 Buenos Modelos. Los ganadores fueron decididos por los votos sobre la base de lo mucho que contribuyó a impulsar las ventas de productos y mejorar la imagen de los anunciantes.
En 2005, Moon Geun-young, protagonizó su película Innocent Steps en la que interpreta el papel de Jang Chae-ryn, una etnia coreana que vive en China, que se encuentra a un pez completo fuera del agua después de ser trasplantado en el extranjero a Corea del Sur . [cita requerida] Cuando su hermana se inclina de un matrimonio ficticio para un instructor de baile campeón, Chae-ryn decide viajar a Seúl por sí misma y hacerse pasar por su hermana. Una vez en Corea del Sur, se encuentra con Na Young-sae (Parque Gun-hyung), que ha aceptado el matrimonio simulado con el único fin de localizar una nueva pareja de baile. Pero cuando la práctica Chae-ryn y su falta de experiencia bailando se revela, Young-Sae quiere enviar a su nueva novia de vuelta. Eventualmente, sin embargo, ha cambiado de opinión y decide que su única esperanza es la formación de este novato con los ojos abiertos a sí mismo. Por supuesto, las prácticas comienzan como puramente profesional, sino como Chae-ryn comienza a dedicarse al arte de la danza, una conexión entre los recién casados comienzan a tomar forma. exuberancia juvenil Chae-ryn y su forma campechana de hablar finalmente encantos corazón endurecido Young-Sae.
Moon Geun-young y el veterano actor Ahn Sung-ki fueron, en 2006,  al Pusan International Film Festival (PIFF), el mayor festival internacional de cine de Corea del Sur.
En 2006, Moon Geun fue la joven protagonista de la película Love Me Not, un remake coreano gran pantalla de la popular serie de televisión TV japonesa Ai Nante iranee yo, Natsu, donde interpreta el personaje de Ryu Min. [Cita requerida] Min es una heredera, de corazón frío como Julian, que poco a poco se abre a Julian, y él también se enamora de Min. Sin embargo, Julian tiene que pagar a su acreedor para sus millones de la deuda y la enfermedad de Min, que tuvo su vista como un niño recurrente, poniendo en peligro su vida.
En septiembre de 2008, Moon Geun-young marcó su regreso a la pantalla de televisión con el drama épico The Painter of the Wind, en la que interpretaba el papel principal de Shin Yoon-bok, una pintora que se disfraza como un hombre. Shin Yoon-bok es un pintor que vivió durante la dinastía Joseon (1392-1910) y era conocido por las representaciones realistas y delicadas de la vida cotidiana.
El 21 de octubre de 2019 se unió al elenco principal de la serie Catch the Ghost (también conocida como "Catch Yoo Ryung") donde dio vida a la novata detective Yoo Ryung, hasta el final de la serie el 10 de diciembre del mismo año.

## Filmografía

### Series de televisión
| Año  | Título                                | Rol                      | Canal |
| ---- | ------------------------------------- | ------------------------ | ----- |
| 1999 | Burnt Rice Teacher and Seven Potatoes | Han Mi-soo               | KBS   |
| 2000 | Autumn in My Heart                    | Young Yoon/Choi Eun-suh  | KBS   |
| 2000 | Medical Center                        | cameo (episode 15)       | SBS   |
| 2001 | The Lost Empire                       | young Empress Myung-sung | KBS   |
| 2001 | Life is Beautiful                     | young Yoo Hee-jung       | KBS2  |
| 2003 | Only You                              | Han Min-ju               | KBS2  |
| 2008 | The Painter of Wind                   | Shin Yun-bok             | SBS   |
| 2010 | Cinderella's Sister                   | Go Eun-jo/Song Eun-jo    | KBS2  |
| 2010 | Mary Stayed Out All Night             | Wi Mae-ri                | KBS2  |
| 2019 | Catch the Ghost                       | Det. Yoo Ryung           |       |
| 2021 | Drama Special - "Memory Point"        | Oh Eun-soo               | KBS   |

### Películas
| Año  | Título                | Rol           | Descripción      |
| ---- | --------------------- | ------------- | ---------------- |
| 1999 | On The Way            | unknown       | Documental       |
| 2002 | Lovers' Concerto      | Lee Ji-yoon   | En DVD y Blu-ray |
| 2003 | A Tale of Two Sisters | Bae Su-yeon   | En DVD y Blu-ray |
| 2003 | Into the Mirror       |               |                  |
| 2004 | My Little Bride       | Seo Bo-eun    | En DVD y Blu-ray |
| 2005 | Innocent Steps        | Jang Chae-rin | En DVD y Blu-ray |
| 2006 | Love Me Not           | Ryu-min       | En DVD y Blu-ray |

### Programas de televisión
| Año  | Título      | Canal | Notas                       |
| ---- | ----------- | ----- | --------------------------- |
| 2012 | Running Man | SBS   | Invitada, episodios 114-115 |

### Teatro
| Año  | Título | Rol   | Descripción              |
| ---- | ------ | ----- | ------------------------ |
| 2010 | Closer | Alice | Primer Trabajo en Teatro |

## Premios
- 2011 47th Baeksang Arts Awards: Premio a la Popularidad
- 2010 KBS Drama Awards: Mejor Pareja junto a Jang Geun Suk en Mary Stayed Out All Night
- 2010 KBS Drama Awards: Premio a Actriz Popular por Cinderella's Sister y Mary Stayed Out All Night
- 2010 KBS Drama Awards: Premio Actriz por Excelencia por Cinderella's Sister
- 2010 KBS Drama Awards: Premio Mejor Actriz por Cinderella's Sister
- 4th Seoul Drama Awards (2009): Actriz más popular por The Painter of Wind
- 45th Baeksang Arts Awards (2009): Mejor Actriz Protagonista por The Painter of Wind
- 2008 SBS Drama Awards (2008): Premio Daesang por The Painter of Wind
- 2008 SBS Drama Awards (2008): Premio Mejor Pareja con Moon Chae Won en The Painter of Wind
- 2008 SBS Drama Awards: Premio Estrella Top 10 (The Painter of Wind)
- 2008 Grime Awards:Preamio a Mejor Actriz en una Serie TV (The Painter of Wind)
- 2005 42nd Daejong Film Awards: Premio a Actriz Más Popular (Innocent Steps)
- 2004 25th Blue Dragon Film Awards: Premio a Actriz Más Popular (My Little Bride)
- 2004 12th Choonsa Film Awards: Premio Mejor Nueva Actriz (My Little Bride)
- 2004 41st Daejong Film Awards: Premio a la Actriz Más Popular (My Little Bride)
- 2004 41st Daejong Film Awards: Premio a Mejor Nueva Actriz (My Little Bride)
- 2000 KBS Drama Awards: Premio a Mejor actriz Joven (Autumn Tale)